# Ustrój polityczny Jordanii

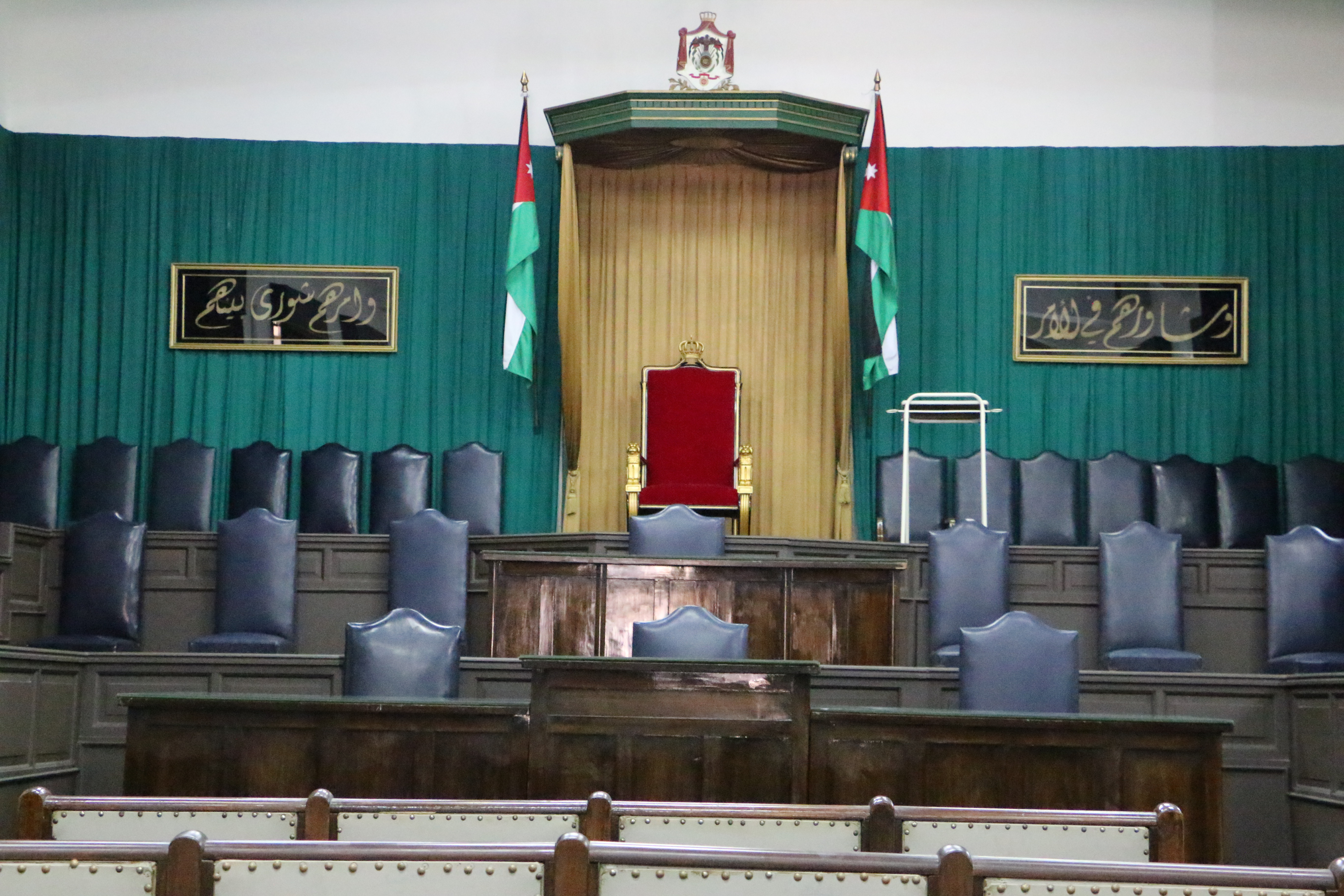
Siedziba parlamentu Jordanii

Jordania jest monarchią konstytucyjną. Obecna konstytucja Jordanii została uchwalona 1 stycznia 1952 roku i była wielokrotnie zmieniana.
Aktualnie urzędującym władcą jest Abd Allah II. Zastąpił on swojego ojca Husajna I, który zmarł w lutym 1999
Władza ustawodawcza należy do dwuizbowego parlamentu (Zgromadzenia Narodowego). Wyższą izbą jest 75-osobowy Senat, którego wszyscy członkowie są mianowani bezpośrednio przez króla. Niższą izbą jest Izba Reprezentantów w której 150 posłów wybieranych jest w sposób demokratyczny. 27 przedstawicieli w systemie proporcjonalnym z ogólnokrajowych list; pozostałych 108 z jednomandatowych okręgów wyborczych. Oprócz tego 15 miejsc zarezerwowanych jest wyłącznie dla kobiet.
Władzę wykonawczą sprawuje rząd z premierem, mianowanym przez króla.
W Jordanii równolegle do sądów cywilnych istnieją sądy szariatu. Najwyższą organem jest Sąd Najwyższy oraz niższe od niego Sądy Apelacyjne. Sądy cywilne mają jurysdykcję w sprawach karnych i cywilnych a sądy szariatu dotyczą wyłącznie statusu osobowego muzułmanów (m.in. ślubów, rozwodów i dziedziczenia). Niewierzący oraz wyznający inną religie niż islam podlegają w tym zakresie osobnym trybunałom. W sprawach dotyczących stron o różnych religiach jurysdykcje sprawują sądy świeckie. W sądach szariatu zeznania dwóch kobiet są równe zeznaniom jednego mężczyzny.
Jordania posiada system wielopartyjny. Poprawka do konstytucji z lipca 2012 umieściła partie polityczne pod jurysdykcją Ministerstwa Spraw Wewnętrznych oraz zabroniła tworzenia ugrupowań o podłożu religijnym. Jordański system prawny wywodzi się z prawa szariatu i Kodeksu Napoleona.
Ostatnie wybory parlamentarne odbyły się 23 stycznia 2013 roku. Zostały zbojkotowane przez opozycję (między innymi Bractwo Muzułmańskie) która zarzuciła władzy stworzenie ordynacji wyborczej korzystnej dla monarchy.